# All You Can Eat Bouddha
 (septembre 2018).
Si vous disposez d'ouvrages ou d'articles de référence ou si vous connaissez des sites web de qualité traitant du thème abordé ici, merci de compléter l'article en donnant les références utiles à sa vérifiabilité et en les liant à la section « Notes et références ».
Pour plus de détails, voir Fiche technique et Distribution.
All You Can Eat Bouddha est le premier long métrage du réalisateur québécois Ian Lagarde,. Il met notamment en vedette les acteurs Ludovic Berthillot (Mike), Sylvio Arriola (le maître d'hôtel), Yaïté Ruiz (Esmeralda) et David La Haye (Jean-Pierre). Le film, tourné à Cuba, est produit par Voyelles Films et distribué par FunFilm Distribution. 
Après une tournée dans plusieurs festivals et une présentation en salle, le film est diffusé sur la plateforme Amazon Video. 

## Synopsis
Le film raconte l'histoire de Mike, un touriste français dans un tout-inclus des Caraïbes nommé El Palacio qui se met à engloutir des quantités importantes de nourriture suscitant la curiosité des autres touristes qui le voient comme une sorte de divinité. Toutefois, Mike est victime d'une pénurie d'un médicament contre le diabète et sa santé décline.
Mike se lie d'amitié avec Esmeralda, Jean-Pierre, un gentil-organisateur, et une pieuvre qui l'accompagneront dans sa quête.

## Distribution
- David La Haye : Jean-Pierre Villeneuve / J-P Newtown
- Richard Jutras : Bert
- Ludovic Berthillot : Mike
- Sylvio Arriola : Valentino
- Yaité Ruiz : Esmeralda
- Alexander Guerrero : Santiago

## Prix et distinctions
- 2017 : nomination de Yaïté Ruiz au Vancouver Film Critics Circle comme meilleure actrice de soutien
- 2018 : Prix Borsos du meilleur film canadien[réf. nécessaire]
- 2018 : Prix du meilleur réalisateur à Wisthler[réf. nécessaire]
- 2018 : six nominations aux Prix Écran canadiens